# Geoarqueologia

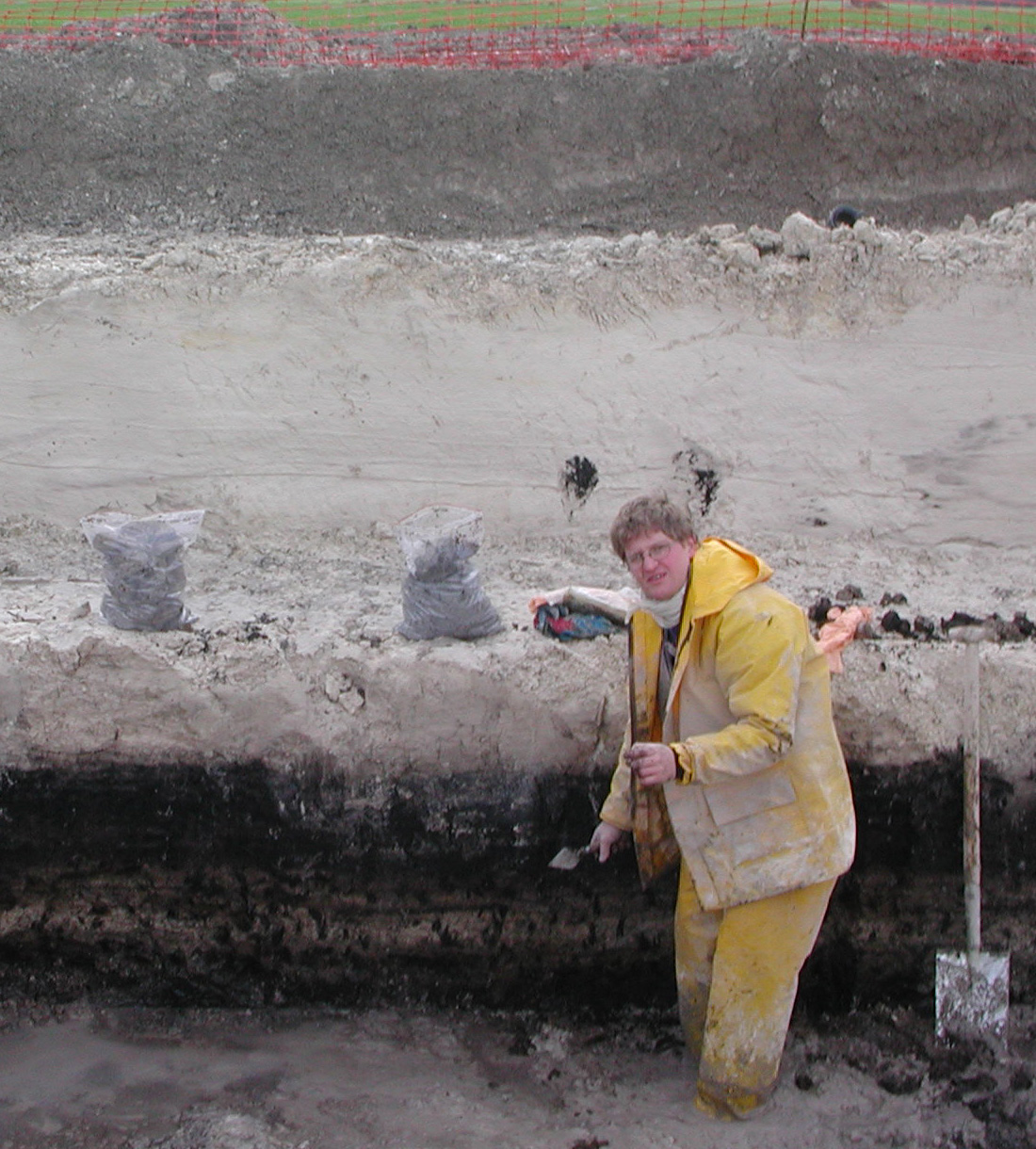

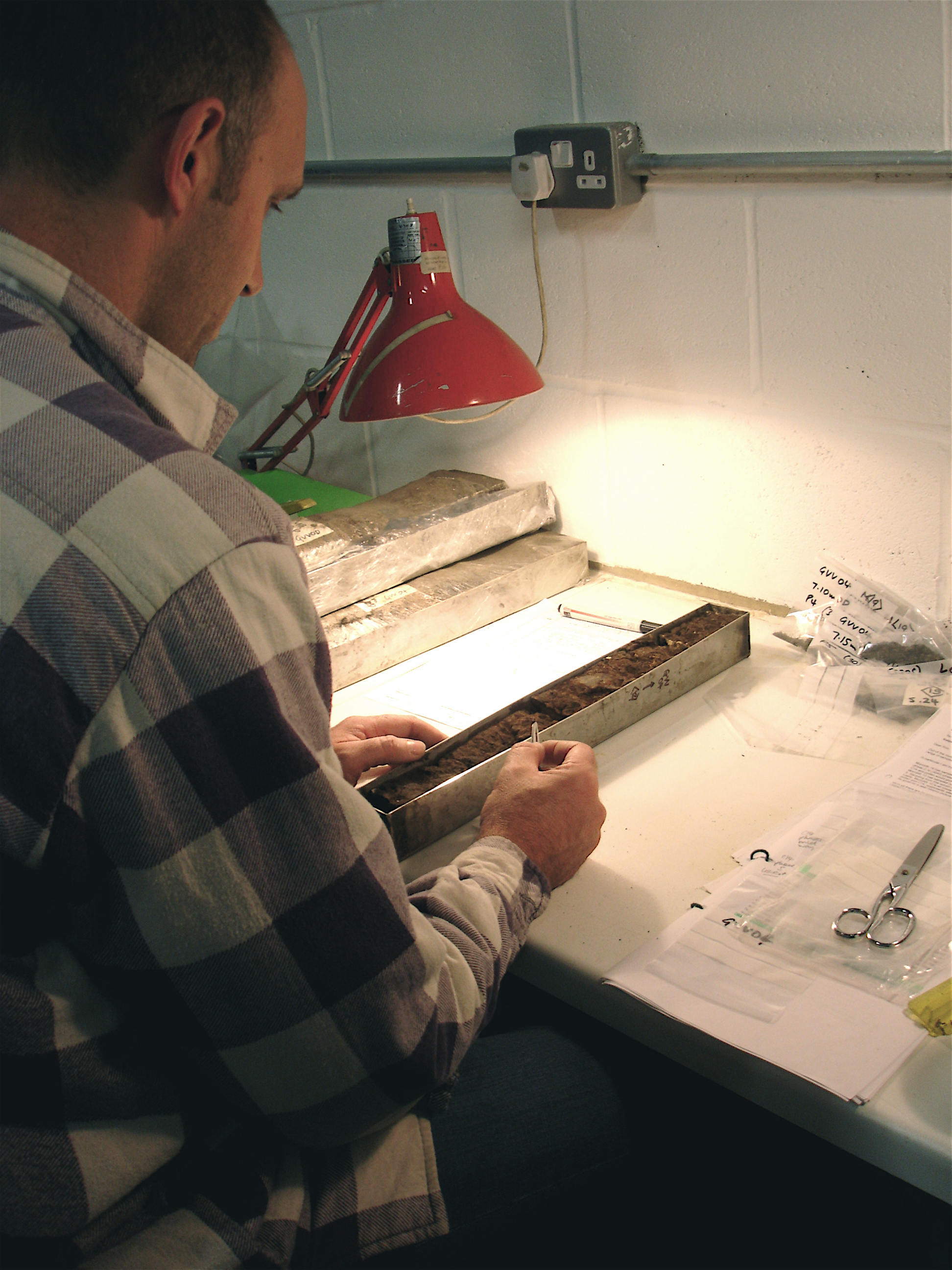
Geoarqueólogo trabalhando em uma coluna sedimentar

Geoarqueologia é uma disciplina que se caracteriza por utilizar metodologias e técnicas  das ciências da Terra para a investigação arqueológica.
Geoarqueólogos se focam em sítios arqueológicos para investigar as circunstâncias que regem sua localização, sua formação como um depósito e subsequentemente a sua preservação como registro da história da vida ou como o meio onde artefatos eventualmente se encontram. 
A noção básica da geoarqueologia é de que a atividade humana modifica o registro sedimentar por si só assim como o registro sedimentar modifica artefatos humanos.

## Técnicas usadas na geoarqueologia

### Colunas de amostragem
Consiste em analisar uma coluna sedimentar de um sítio arqueológico, observando as fácies e camadas importantes para o entendimento da formação daquele registro, tais como origem de sedimentos, grau de sedimentação e espacialização do registro.

### Análise de solos
Associada com a  pedologia, a geoarqueologia pode se utilizar dos estudos de solos para observar mudanças na deposição (solos enterrados), entender a evolução do clima na região, as atividades humanas que podem modficar as propriedades químicas e físicos do solo, além de entender o tempo de formação necessário para a criação dos sítios.

### Análises químicas
As análises químicas permitem entender a qualidade e quantidade de alteração de determinadas ocupações pretérias sobre o seu meio ambiente. Entre as análises mais comuns está a de fosfatos, dado a estabilidade temporal deste elemento e sua grande associação com ativades antrópicas.

### Análise de elementos do registro
Entre diversas análises, destacam-se a de argilas, a fim de se entender a atuação do clima na região sobre o solo, de palinomorfos e fitólitos, para se entender as vegetações pretéritas, análises granulométricas que buscam compreender a resposta dos sedimentos sobre processos físicos naturais, análise mineralógica para se entender os minerais do solo e sua possível origem.

### Análise da paisagem
Ao se analisar a paisagem, junto da cartografia e trabalhos de campos, busca-se localizar sítios, entender o contexto do homem no meio ambiente (onde vinha os materiais para construção de artefatos, onde encontravam água, etc) e entender o contexto de origem de sedimentos e evolução do sítio arqueológico associado em um contexto maior, como de vertentes ou terraços flúviais.